# Veaugues
Veaugues ist eine französische Gemeinde mit 605 Einwohnern (Stand: 1. Januar 2022) im Département Cher in der Region Centre-Val de Loire. Sie gehört zum Arrondissement  Bourges und zum Kanton  Sancerre.

## Lage
Veaugues liegt etwa 37 Kilometer nordöstlich von Bourges. Umgeben wird Veaugues von den Nachbargemeinden Crézancy-en-Sancerre im Norden, Bué im Nordosten, Vinon im Osten und Nordosten, Gardefort im Osten, Jalognes im Süden und Südosten, Montigny im Südwesten sowie Neuvy-Deux-Clochers im Westen und Nordwesten.

## Bevölkerungsentwicklung
| Jahr                       | 1962 | 1968 | 1975 | 1982 | 1990 | 1999 | 2006 | 2017 |
| Einwohner                  | 679  | 610  | 631  | 603  | 564  | 610  | 655  | 633  |
| Quellen: Cassini und INSEE |      |      |      |      |      |      |      |      |

## Sehenswürdigkeiten

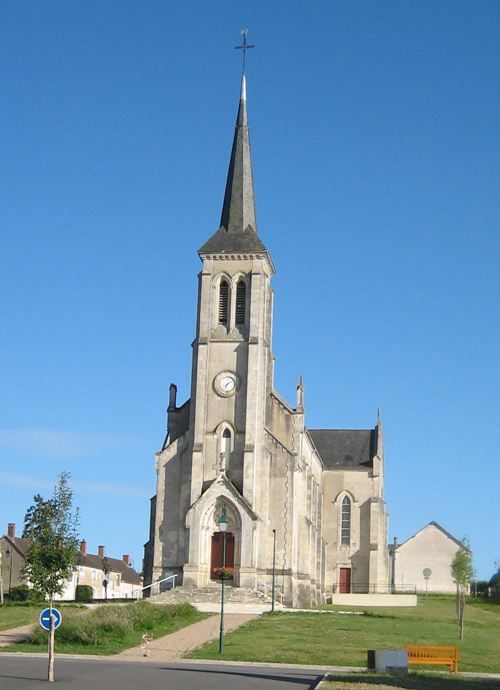
Kirche Saint-Aignan

- Kirche Saint-Aignan von 1891